# 萊斯銀行
劳埃德銀行（Lloyds Bank Plc），是英国一家商业银行，建于1995年，当时劳埃德银行（1765年建于伯明翰）和1810年建立的TSB合并。 劳埃德银行营业网点遍布全国，截至2012年，拥有1600万独立储蓄客户。 1999年至2013年間稱為劳埃德TSB銀行（Lloyds TSB Bank Plc）。

## 歷史
1765年由按鍵廠商約翰·泰勒及鋼鐵生產商和經銷商辛普森·萊斯二世在伯明翰的Dale End創立泰勒与萊斯公司，實際上直至1864年首間分行才在距離伯明翰約六英里遠的奧爾伯里開設，1899年改名萊斯银行。140多年的今日，當時的分行建築物依然保留，但已改建成連鎖快餐店Subway分店。
通過一系列的合併已晉身成為英國四大銀行，她收購的海外業務集中於巴西及新西蘭，此外萊斯銀行透過旗下Lloyds Abbey Life從事人壽保險業務，1986年敵意收購渣打銀行，但被包玉剛與邱德拔合組的財團擊退。1994年收購了車頓咸及告士打住宅互助協會，使萊斯成為英國按揭借貸市場領導者。
1995年與信托儲蓄銀行 (TSB) 合併組成萊斯TSB銀行，再於2008年改組，其控股公司易名為萊斯銀行集團有限公司。
2008年9月18日萊斯TSB銀行以0.605股換1股HBOS股票的條件併購HBOS，每股232便士，總值120億英鎊(218.5億美元)。HBOS由哈利法克斯銀行和蘇格蘭銀行合併組建，是英國最大抵押貸款及儲蓄銀行集團，股東數目達200萬，有1,500萬名存戶，存款2,580億英鎊。

## 外部連接
- 官方网站
- Lloyds TSB Foundation
- Lloyds Banking Group （页面存档备份，存于）